# Exclusión social

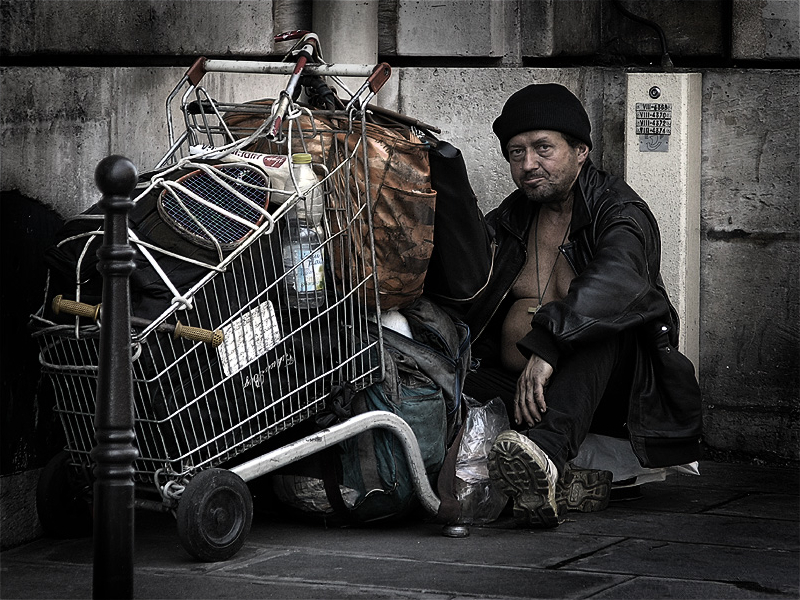
Hombre sin hogar en París, ejemplo de persona en exclusión social

La exclusión social es la falta de participación de segmentos de la población en la vida cultural, económica y social de sus respectivas sociedades debido a la carencia de los derechos, recursos y capacidades básicas (acceso a la legalidad, al mercado laboral, a la educación, a las tecnologías de la información, a los sistemas de salud y protección social), factores que hacen posible una participación social plena. La exclusión social es un concepto clave en el contexto de la Unión Europea para abordar las situaciones de pobreza, desigualdad social, vulnerabilidad y marginación de partes de su población. El concepto también se ha difundido, aunque más limitadamente, fuera de Europa. La Unión Europea proclamó al año 1998 como año europeo de lucha contra la pobreza y la exclusión social.

## Evolución del concepto

### Protagonismo internacional del concepto
Si bien el concepto de exclusión fue acuñado en los años 50 y 70 no sería hasta la segunda mitad de los 80 cuando realmente cobra importancia en la escena política francesa. Se trata de los debates en torno a la propuesta, finalmente aprobada por el parlamento en diciembre de 1988, de crear el Ingreso Mínimo de Inserción (Revenu Minimum d’Insertion – RMI). Es en este contexto que el tema de la exclusión/inclusión madura como para, bajo el impulso de Jacques Delors y sus asesores, pasar a ocupar un rango privilegiado en el pensamiento de la actual Unión Europea, llegando a reemplazar totalmente, por un tiempo al menos, al concepto de pobreza. El concepto de exclusión social fue oficialmente adoptado en 1989 por la Comunidad Europea en una resolución del Consejo Europeo que lleva por título Combatir la exclusión social. Desde la poderosa plataforma de la Comunidad Europea el concepto de exclusión social iniciará una rápida expansión tanto en los Estados miembros de la misma como en una serie de organismos internacionales, como ser las Naciones Unidas, la Organización Internacional del Trabajo y el Banco Mundial. En términos políticos, el ascenso de Tony Blair al gobierno británico le dará un nuevo empuje muy significativo, que se concretará en la creación en diciembre de 1998 de la Social Exclusion Unit (SEU, “Unidad para la Exclusión Social”) como parte integrante de la Secretaría del Gabinete del primer ministro y en el nombramiento, el año 1999, de un ministro para la exclusión social. Nunca antes ni tampoco después un gobierno le ha dado tal prominencia a la perspectiva de la exclusión social. Además, la iniciativa política de Blair implicará, al menos temporalmente, una ruptura del “frente anglo-sajón” que tradicionalmente se ha mantenido escéptico respecto del nuevo concepto y firmemente anclado en las investigaciones clásicas sobre la pobreza.
Sin embargo, el concepto nunca logró implantarse en Estados Unidos ni tampoco en Asia, y su presencia ha sido limitada en África o América Latina y Europa .[cita requerida] En general, se puede decir que fuera de Europa el concepto de pobreza ha ganado el pulso que le entabló, hace ya un par de décadas, el de exclusión social. Incluso en la UE, si bien se sigue hablando mucho de exclusión social de hecho se sigue pensando en y midiendo la pobreza, la privación y la vulnerabilidad. Un hecho sintomático es que en el nuevo programa estrella de la UE, Europa 2020, la iniciativa emblemática respecto de la lucha contra la pobreza y la exclusión se llame simplemente Plataforma europea contra la pobreza. Otro hecho que retrata el debilitamiento de la en su día tan prominente presencia del concepto de exclusión social es la degradación de la posición de la Unidad para la Exclusión Social dentro del gobierno británico en mayo de 2002 para luego, en junio de 2006, ser transformada en un organismo de mucho menor peso y rango llamado Social Exclusion Task Force (SETF, “Fuerza Operativa para la Exclusión Social”) que finalmente desaparecería de la escena gubernamental británica sin pena ni gloria.

### Definiciones de la exclusión social
La exclusión social viene del rechazo económico, político y educativo. Se mueven en un eje que va desde el sentido original francés del término, que se centra en la ruptura de lo que Durkheim llamaba lien social (“lazo social”) y que en sí mismo poco tiene que ver con la pobreza, a un sentido más inglés del concepto, en el que exclusión social se define como una suma de situaciones de privación o pobreza que se supone son, en sí mismas, componentes y causas de la exclusión.

La adopción por parte de la Comunidad Europea del término exclusión social a fines de los 80 se caracterizó por una mezcla ecléctica de ambos enfoques, donde la idea original francesa fue pasada por el cedazo inglés. Así describen H. Silver y S. M. Miller este proceso: 
Cuando la UE adoptó la terminología de la ‘exclusión social’ del francés, su significado cambió sutilmente. Los expertos británicos de los Programas de la Pobreza trataron, por ejemplo, de reconciliar el énfasis francés en la exclusión social y cultural con su propio énfasis tradicional en la privación material y en los derechos sociales de la ciudadanía, viendo la pobreza como un impedimento para la participación plena en la sociedad […] El trabajo conceptual le cedió el paso a un compromiso político […] Dicho lisa y llanamente, la UE reformuló la exclusión como una inhabilidad para ejercer los ‘derechos sociales de los ciudadanos’ a obtener un estándar básico de vida y como barreras a la ‘participación’ en las principales oportunidades sociales y ocupacionales de la sociedad. 
Este compromiso, donde el tinte inglés ha sido más marcado que el francés, es el que nos permite entender las diversas definiciones que la UE ha ido dando del término exclusión social hasta llegar a la actualmente usada, tal como fue presentada en el Informe conjunto sobre la inclusión social de 2003: “Exclusión social es un proceso que relega a algunas personas al margen de la sociedad y les impide participar plenamente debido a su pobreza, a la falta de competencias básicas y oportunidades de aprendizaje permanente, o por motivos de discriminación. Esto las aleja de las oportunidades de empleo, percepción de ingresos y educación, así como de las redes y actividades de las comunidades. Tienen poco acceso a los organismos de poder y decisión y, por ello, se sienten indefensos e incapaces de asumir el control de las decisiones que les afectan en su vida cotidiana.”
Ahora bien, más allá del énfasis que se le dé a diferentes componentes del concepto de exclusión social todos los enfoques acentúan ciertas características del mismo, en particular el tratarse supuestamente de un fenómeno multidimensional y acumulativo, es decir, en el que coincidirían, reforzándose mutuamente, una serie de procesos y situaciones de privación y exclusión que empujan a individuos y grupos “al margen de la sociedad”, amenazando así el lazo o la vinculación que los une con el resto de la comunidad. Además, la gran mayoría de los autores hacen de la pobreza y la falta de acceso al trabajo el elemento central de esta “multidimensionalidad acumulativa”.
La exclusión social como fenómeno apela a situaciones complejas de inserción, aceptación y participación en la sociedad, como destacan "el concepto es multidimensional y se representa por la ausencia de derechos, de la participación en la vida social, del acceso a educación, salud y cuidado, a servicios básicos de infraestructura y a la vivienda, así como a la disponibilidad de ingresos". Algunos autores reconocen la exclusión social como un fenómeno estructural, dinámico, multidimensional y politizable.

## Mediciones empíricas de la exclusión social
Junto a los estudios más teóricos sobre la exclusión social existen hoy una serie de intentos de investigarla y medirla empíricamente, especialmente en el ámbito de la Unión Europea. Hilary Silver realizó en 2007 una reseña muy útil de estos estudios empíricos que aquí servirá de base para describir sus resultados. Los estudios en cuestión usan ampliamente las fuentes de datos estadísticos disponibles, en particular aquellos reunidos por estudios longitudinales tipo panel, basados en una muestra de hogares e individuos que son seguidos durante una serie de años, permitiendo así captar la dinámica real del desarrollo social. El estudio más importante a este respecto es el European Community Household Panel (ECHP), llevado a cabo entre 1994 y 2001. En este estudio se recopiló una amplia serie de datos longitudinales, lo que permite seguir en el tiempo las trayectorias de los individuos y hogares estudiados y, además, comparar los resultados obtenidos en diversos países. Se trata por ello de una base de información óptima para estudiar procesos supuestamente multidimensionales y acumulativos.
Los resultados de las investigaciones reseñadas por Silver pueden sintetizarse en los siguientes puntos:
1. la correlación entre pobreza, en particular la pobreza crónica, y otros indicadores de privación y exclusión es escasamente significativa, señalando que se trata de fenómenos distintos;
2. la correlación entre distintos indicadores de exclusión o ruptura social tampoco queda corroborada empíricamente;
3. la existencia de procesos acumulativos de privación y exclusión parece ser un fenómeno muy poco común;
4. la privación no es habitualmente múltiple sino que se trata de un solo factor;
5. no existe una base empírica para hablar de una underclass, es decir, un grupo considerable de personas permanente desaventajadas.[5]

Este es el resumen que la propia Silver hace de su reseña: 
uno de los hallazgos más consistentes de los estudios sobre la exclusión es que ciertas facetas de la ruptura social no están asociadas con otras. Esto implica que los procesos de desventaja acumulativa –círculos viciosos, espirales descendentes, etc.– son más raros de lo que muchos suponen. Una cosa queda clara, la exclusión social es distinta de la pobreza crónica […] sólo una pequeña proporción de los pobres permanente están expuestos a privaciones múltiples […] Más gente es pobre o vive en privación de una manera que los que viven la privación de una manera múltiple […] La correlación imperfecta entre las dimensiones de la exclusión social ilustra el hecho de que mucha gente está en trayectorias que, a diferente ritmo, los llevan o sacan de una situación social dada.” Todo esto conduce a nuestra autora a una conclusión decisiva: “El hallazgo reiterado de una débil correlación entre las diversas dimensiones de la vida social contradice la antigua noción de una clase marginalizada (‘underclass’), un núcleo duro de gente permanentemente desaventajada. A lo más, esto caracterizaría un porcentaje muy pequeño de la población de los países occidentales industrializados.
En suma, ni la multidimensionalidad, ni los procesos acumulativos, ni la privación múltiple, ni la coincidencia de la pobreza con la exclusión, ni la formación de una clase permanente de excluidos, nada de esto ha podido ser empíricamente comprobado. Todo lo contrario, la evidencia indica que se trata de momentos en la vida de los individuos durante los cuales éstos se ven afectados por una u otra privación o falta de inclusión que no los condena a caer en un círculo vicioso de degradación y exclusión ni a formar parte de una especie de clase de marginados o excluidos. En suma, se trata de lo que ya sabíamos acerca de la pobreza en las sociedades modernas, es decir, que es mayoritariamente una situación temporal en el seno de sociedades constantemente cambiantes y con altos niveles de movilidad social, sociedades en las que, usando el clásico ejemplo de los Estados Unidos, la gran mayoría son pobres alguna vez pero solo muy pocos lo son para siempre.

## La exclusión social profunda en la sociedad actual
Las constataciones anteriores no deberían ser usadas para, lisa y llanamente, descartar el uso del concepto de exclusión social. La exageración en el uso del mismo, bajo el impulso inicial de aquella retórica tan común en los años 80 acerca de lo que se llamó “la sociedad de los dos tercios”, no debe ir en detrimento de su utilidad para describir y estudiar fenómenos cualitativamente importantes en las sociedades contemporáneas. Se trata, en lo fundamental, de la existencia de bolsones de privación y exclusión que, justamente por ser globalmente muy acotados y minoritarios, no pueden ser detectados ni menos aún estudiados mediante el tipo de herramientas usadas por los estudios antes mencionados. En muestras representativas de una sociedad en su conjunto los individuos que forman parte de estos bolsones de exclusión se diluyen quedando reducidos a excepciones individuales. Sin embargo, cuando estas excepciones viven agrupadas se producen procesos que es necesario no perder de vista ya que pueden llegar a tener una significación social que es muy superior a la importancia meramente cuantitativa de las personas que componen esos bolsones. 
Este punto es crucial no sólo desde el punto de vista de los métodos de investigación sino sobre todo para comprender lo que podemos llamar “exclusión social profunda”, que siempre es colectiva y que se diferencia radicalmente de la vivida individualmente. Una cosa es ser desempleado o pobre, o tener un acceso limitado a una serie de recursos básicos y vivir una vida de gran aislamiento social pero hacerlo como una excepción en ambientes sociales mayoritariamente compuestos por personas que no viven esas situaciones; otra cosa muy distinta es hacerlo como parte de un colectivo que abrumadoramente comparte esas características. En el primer caso tenemos un individuo en una situación difícil, que además vivirá bajo el estigma de una cultura ambiente donde la inclusión y participación social son la norma. En el segundo caso, se forma una cultura de la exclusión y formas colectivas de vida y movilización social que reflejan la situación de exclusión. En el primer caso estamos ante un hecho lamentable y sin duda digno de atención pero de limitada relevancia social; en el segundo estamos ante un hecho que, aunque en su conjunto no abarque a demasiadas personas, puede dar origen a conflictos sociales de gran trascendencia y transformarse en una real amenaza para la cohesión social. Se puede producir así una verdadera ruptura del lazo social de que hablaba Durkheim junto a la formación de una especie de cultura alternativa o incluso de una contracultura, una forma de aquella “cultura de la pobreza” de la que Oscar Lewis estudió ya en los años 50 del siglo pasado.
Esta es una perspectiva que, entre otros, permite entender hechos como los dramáticos motines urbanos que asolaron tantas ciudades francesas en octubre y noviembre de 2005.
Dicho esto no hay que olvidar una de las características más destacadas que a menudo muestran estas áreas, a saber, el alto nivel de recambio poblacional de las mismas. Este hecho es muy conocido gracias a los estudios estadounidenses ya clásicos sobre los sorprendentes cambios que ha ido experimentando la composición poblacional y étnica de los guetos urbanos.
Estudios recientes realizados en Suecia muestran la misma característica: el recambio anual de población oscila entre una quinta y una cuarta parte de los habitantes de los barrios más destituidos, especialmente cuando tienen una alta o muy alta proporción de población inmigrante. El “gueto” es por ello, en realidad, algo muy distinto de lo que la misma palabra gueto sugiere. No es un área cerrada y aislada sino el escenario de muchas aves de paso, a menudo de llegada reciente, que encuentran en las áreas más pobres de la geografía urbana su primera residencia para luego continuar su viaje. Sin embargo, la investigación también muestra que en las áreas de alta vulnerabilidad y privación va quedando un remanente permanente que sí puede ser descrito como “los excluidos” y que le dan su particular atmósfera social y cultural a esas áreas. En todo caso, la existencia de bolsones de exclusión que hoy por hoy toman la forma de guetos urbanos con altas concentraciones de inmigrantes o minorías étnicas forma un objeto de estudio y atención pública de la más alta relevancia. Por ello es pertinente que se siga trabajando y profundizando en el tema de la exclusión social, pero dejando de lado las exageraciones hasta ahora cometidas y dotándose de un diagnóstico correcto de la “exclusión social profunda”, lo que requiere de herramientas de estudio y medición adecuadas para entender un fenómeno que escapa a nuestras estadísticas habituales.
La utilización del deporte como mecanismo para lograr desarrollo e inclusión social, está ampliamente difundido en todo el mundo, aun cuando la evidencia rigurosa sobre la efectividad de este tipo de intervenciones es escasa. En este contexto, CAF está llevando a cabo una agenda de investigación cuyo objetivo es lograr un mejor entendimiento del potencial de la práctica regular del fútbol como vía para fomentar el desarrollo y la acumulación de habilidades en niños y jóvenes. Para ello, realizaron dos estudios, uno en Colombia y otro en Perú, que contaron ambos con una muestra superior a 1600 jóvenes.
Los resultados de ambas evaluaciones permiten concluir que los programas de fútbol para el desarrollo podrían ser beneficiosos, siempre que se ponga atención a la manera en cómo se implementen y en quiénes se focalicen. De lo contrario, pueden ocasionar efectos negativos en los beneficiarios, especialmente problemas de conducta y agresividad.  En este sentido, estos programas tienen el potencial de generar cambios positivos sobre dimensiones socioemocionales y cognitivas cuando se implementan bajo entornos de baja competencia. Por último, el máximo potencial de estos programas, en el corto plazo, se obtiene cuando se focalizan en niños de 8 a 13 años.
Más de 59,5 millones de personas se han visto forzadas a salir de sus hogares a nivel mundial, de las cuales 19,5 millones están clasificadas como refugiados. Los programas de reasentamiento de refugiados se ofrecen a aquellos con necesidades especiales o que deben ser trasladados a países distintos de aquellos en los que inicialmente buscaron protección. Actualmente, 28 países ofrecen estos programas, que tienen como uno de sus objetivos la integración económica de los refugiados, mediante capacitaciones, educación y servicios de salud mental. Sin embargo, los refugiados reasentados a menudo suelen experimentar altos niveles de desempleo y pobreza.
Una revisión de 23 estudios que examinan los resultados de los refugiados que han sido parte de un programa de reasentamiento, encontró que ninguno de los estudios cumplía con los criterios de inclusión para la revisión. Por ende, no se sabe con certeza como ayudar a que los refugiados mejoren su integración económica. Esto no implica que estos programas no tengan efectos, solo que no se sabe cuáles son.  Resulta sorprendente esta falta de conocimiento, dada la importancia política de tales programas, los niveles de inversión y el número de personas afectadas. Esta brecha de conocimiento debe ser superada con investigaciones más rigurosas.

## Normativa

### España
La Ley 43/2006, de 29 de diciembre, para la mejora del crecimiento y del empleo, establece que la situación de exclusión social se acreditará por la pertenencia a alguno de los colectivos relacionados a continuación:
a) Perceptores de rentas mínimas de inserción, o cualquier otra prestación de igual o similar naturaleza, según la denominación adoptada en cada Comunidad Autónoma.
b) Personas que no puedan acceder a las prestaciones a las que se hace referencia en el párrafo anterior, por alguna de las siguientes causas:
1.º Falta de periodo exigido de residencia o empadronamiento, o para la constitución de la unidad perceptora.
2.º Haber agotado el periodo máximo de percepción legalmente establecido.
c) Jóvenes mayores de dieciocho años y menores de treinta, procedentes de instituciones de protección de menores.
d) Personas con problemas de drogadicción o alcoholismo que se encuentren en procesos de rehabilitación o reinserción social.
e) Internos de centros penitenciarios cuya situación penitenciaria les permita acceder a un empleo, así como liberados condicionales y ex reclusos.
f) Menores internos incluidos en el ámbito de aplicación de la Ley Orgánica 5/2002, de 12 de enero, reguladora de la responsabilidad penal de los menores, cuya situación les permita acceder a un empleo, así como los que se encuentran en situación de libertad vigilada y los ex internos.

## Ámbitos de la Exclusión Social
El carácter multidimensional de la exclusión social plantea diferentes ámbitos en los que se desarrolla, influyendo en escenarios vitales que en la mayoría de las ocasiones se encuentran interrelacionados. Pese a que no existe un consenso unificador de cuales son dichas dimensiones o ámbitos, se contemplan: el económico, educativo o formativo, social, cultural, salud o socio sanitario, personal, ciudadanía y participación, espacial o de vivienda. En cada uno de los ámbitos se presentan características, factores y rasgos que permiten determinar la existencia de exclusión social, los cuales sirven como indicadores para evitar dichas situaciones, o bien, mejorar el bienestar y calidad de vida de la sociedad. Algunos factores según los ámbitos de exclusión social son:

### Ámbito económico
- Ingresos insuficientes
- Carencia o dependencia de seguridad y prestaciones sociales
- Ingresos irregulares
- Endeudamiento

### Ámbito laboral
- Desempleo
- Precariedad laboral
- Falta de experiencia laboral
- Inmigrantes sin permiso para trabajar
- Falta de capacitación
- Exclusión por no poseer estudios

### Ámbito educativo
- Percepción de la relación educación - empleo
- Analfabetismo o baja instrucción
- Falta de escolarización
- Fracaso escolar
- Rezago educativo
- Abandono escolar
- Barrera idiomática

### Ámbito de la salud
- Inacceso al sistema de salud
- Adicciones
- Enfermedades infecciosas
- Mortalidad
- Salud mental
- Hábitos de vida saludable

### Ámbito sociofamiliar y cultural
- Estructura familiar Maltrato
- Conflicto social
- Carencia de redes sociales de apoyo, familiares u otros
- Etnicidad
- Migración
- Pertenencia a grupos de rechazo cultural o políticos.

En cada uno de los ámbitos se presentan factores relacionados con la exclusión, generando en la mayoría de las ocasiones una red en la que un ámbito influye en otro y así consecutivamente hasta llegar a zonas de exclusión social de gran marginalidad y vulnerabilidad.